# Serie A2 2006-2007 (pallavolo maschile)
La Serie A2 italiana di pallavolo maschile 2006-2007 si è svolta dal 24 settembre 2006 al 21 maggio 2007: al torneo hanno partecipato sedici squadre di club italiane e la vittoria finale è andata per la prima volta alla Sparkling Volley Milano.

## Regolamento
Le squadre hanno disputato un girone all'italiana, con gare di andata e ritorno, per un totale di trenta giornate; al termine della regular season:
- La prima classificata è promossa in Serie A1.
- Le classificate dal secondo al settimo posto hanno acceduto ai play-off promozione, strutturati in quarti di finale, a cui hanno preso parte solo le classificate dal quarto al settimo posto, semifinali e finale, tutte giocate al meglio di due vittorie su tre gare: la vincitrice è promossa in Serie A1.
- Le ultime quattro classificate sono retrocesse in Serie B1.

## Le squadre partecipanti
Le squadre partecipanti furono sedici: Codyeco Santa Croce e Tiscali Cagliari provenivano dalla Serie A1 2005-06, mentre Abasan Bari, Agnelli Bergamo, Edilesse Cavriago e Modugno-Noicattaro Volley erano le neopromosse dalla Serie B. Sparkling Volley Milano, Premier Hotels Crema e Igo Genova Volley avevano acquisito il diritto a partecipare rispettivamente dalle rinunciatarie Arezzo, Gioia del Colle e Mantova; successivamente la Monini Spoleto veniva ripescata in sostituzione di Genova, non ammessa in Serie A2.
| Squadra | Squadra | Squadra                        |  | Squadra | Squadra                   | Squadra                       |
| --- | --- | ------------------------------ |  | ------- | ------------------------- | ----------------------------- |
| | | Abasan Bari                    |  |         |                           | Materdomini Castellana Grotte |
| Allenatori: Giuseppe Spinelli, poi Giuseppe Lorizio Stagioni in Serie A2: 1 2005-06: 2ª in B1; promossa in A2 dopo play-off Campo di gioco: PalaCarbonara di Bari                        | Allenatore: Giovanni D'Onghia, poi Ljubomir Travica Stagioni in Serie A2: 5 2005-06: 8ª in A2 Campo di gioco: Pala167 di Castellana Grotte, BA                                                |                                |  |         |                           |                               |
| | | Agnelli Metalli Bergamo        |  |         | Modugno-Noicattaro Volley |                               |
| Allenatore: Luciano Cominetti Stagioni in Serie A2: 6 2005-06: 1ª in B1; promossa in A2 dopo play-off Campo di gioco: PalaNorda di Bergamo                                               | Allenatore: Vincenzo Mastrangelo, poi Massimo Dagioni Stagioni in Serie A2: 1 2005-06: 1ª in B1; promossa in A2 dopo play-off Campo di gioco: PalaPertini di Noicattaro, BA                   |                                |  |         |                           |                               |
| | | Codyeco Santa Croce            |  |         | Monini Spoleto            |                               |
| Allenatore: Enzo Valdo Stagioni in Serie A2: 19 2005-06: 13ª in A1; retrocessa in A2 Campo di gioco: PalaParenti di Santa Croce sull'Arno, PI                                            | Allenatore: Francesco Tardioli, poi Fausto Polidori Stagioni in Serie A2: 6 2005-06: 13ª in A2; retrocessa e poi ripescata per la rinuncia di Mantova Campo di gioco: PalaRota di Spoleto, PG |                                |  |         |                           |                               |
| | | Edilesse Cavriago              |  |         | Petrecca Isernia          |                               |
| Allenatore: Claudio Benedetti, poi Marco Bonitta Stagioni in Serie A2: 1 2005-06: 1ª in B1; promossa in A2 dopo play-off Campo di gioco: PalaAEB di Cavriago, provincia di Reggio Emilia | Allenatore: Giuseppe Lorizio, poi Domenico Chiovini Stagioni in Serie A2: 3 2005-06: 9ª in A2 Campo di gioco: PalaFraraccio di Isernia                                                        |                                |  |         |                           |                               |
| | | Esse-Ti Carilo Loreto          |  |         | Premier Hotels Crema      |                               |
| Allenatore: Luca Moretti Stagioni in Serie A2: 11 2005-06: 7ª in A2 Campo di gioco: PalaSerenelli di Loreto, AN                                                                          | Allenatore: Luca Monti Stagioni in Serie A2: 8 2005-06: 2ª in A2; rinuncia all'A1 e acquisisce i diritti di Gioia del Colle Campo di gioco: PalaBertoni di Crema, CR                          |                                |  |         |                           |                               |
| | | Famigliulo Città di Corigliano |  |         | Salento d'Amare Taviano   |                               |
| Allenatore: Alberto Giuliani Stagioni in Serie A2: 3 2005-06: 10ª in A2 Campo di gioco: PalaCorigliano di Corigliano Calabro, CS                                                         | Allenatore: Roberto Masciarelli, poi Fabrizio Licchelli Stagioni in Serie A2: 4 2005-06: 6ª in A2 Campo di gioco: PalaIngrosso di Taviano, LE                                                 |                                |  |         |                           |                               |
| | | Fiorese Bassano del Grappa     |  |         | Sparkling Milano          |                               |
| Allenatore: Dario Simoni, poi Mirko Dalla Fina Stagioni in Serie A2: 4 2005-06: 5ª in A2 Campo di gioco: PalaBassano di Bassano del Grappa, VI                                           | Allenatore: Daniele Ricci Stagioni in Serie A2: 1 2005-06: fondazione; acquisisce i diritti di Arezzo Campo di gioco: Palalido di Milano                                                      |                                |  |         |                           |                               |
| | | Framasil Pineto                |  |         | Tiscali Cagliari          |                               |
| Allenatore: Emanuele Fracascia Stagioni in Serie A2: 3 2005-06: 4ª in A2 Campo di gioco: PalaVolley Santa Maria di Pineto, TE                                                            | Allenatore: Roberto Santilli Stagioni in Serie A2: 7 2005-06: 14ª in A1; retrocessa in A2 Campo di gioco: PalaRockefeller di Cagliari                                                         |                                |  |         |                           |                               |

## Classifica
| Pos. | Squadra                        | Pt | G  | V  | P  | SV | SP |
| ---- | ------------------------------ | -- | -- | -- | -- | -- | -- |
| 1.   | Sparkling Milano               | 66 | 30 | 23 | 7  | 77 | 38 |
| 2.   | Famigliulo Città di Corigliano | 60 | 30 | 21 | 9  | 73 | 49 |
| 3.   | Codyeco Santa Croce            | 58 | 30 | 20 | 10 | 72 | 50 |
| 4.   | Framasil Pineto                | 56 | 30 | 19 | 11 | 71 | 48 |
| 5.   | Premier Hotels Crema           | 56 | 30 | 18 | 12 | 64 | 49 |
| 6.   | Materdomini Castellana Grotte  | 52 | 30 | 18 | 12 | 63 | 49 |
| 7.   | Fiorese Bassano del Grappa     | 46 | 30 | 15 | 15 | 60 | 57 |
| 8.   | Esse-Ti Carilo Loreto          | 46 | 30 | 15 | 15 | 61 | 61 |
| 9.   | Petrecca Isernia               | 46 | 30 | 15 | 15 | 57 | 58 |
| 10.  | Salento d'Amare Taviano        | 44 | 30 | 15 | 15 | 64 | 63 |
| 11.  | Tiscali Cagliari               | 42 | 30 | 15 | 15 | 58 | 63 |
| 12.  | Monini Spoleto                 | 38 | 30 | 12 | 18 | 51 | 66 |
| 13.  | Edilesse Cavriago              | 35 | 30 | 12 | 18 | 49 | 67 |
| 14.  | Modugno-Noicattaro Volley      | 34 | 30 | 10 | 20 | 48 | 67 |
| 15.  | Abasan Bari                    | 25 | 30 | 8  | 22 | 41 | 71 |
| 16.  | Agnelli Metalli Bergamo        | 16 | 30 | 4  | 26 | 31 | 84 |

| Promossa in Serie A1 | Promossa dopo play-off | Retrocesse in Serie B |

## Risultati

### Tabellone
|                    | Bari | Bassano | Bergamo | Cagliari | Castellana | Cavriago | Corigliano | Crema | Isernia | Loreto | Milano | Modugno- Noicattaro | Pineto | Santa Croce | Spoleto | Taviano |
| ------------------ | ---- | ------- | ------- | -------- | ---------- | -------- | ---------- | ----- | ------- | ------ | ------ | ------------------- | ------ | ----------- | ------- | ------- |
| Bari               | XXX  | 3-2     | 3-0     | 1-3      | 1-3        | 2-3      | 1-3        | 1-3   | 0-3     | 1-3    | 3-0    | 3-0                 | 1-3    | 0-3         | 3-0     | 1-3     |
| Bassano            | 3-0  | XXX     | 3-0     | 3-0      | 3-0        | 3-0      | 1-3        | 3-1   | 3-2     | 3-2    | 2-3    | 3-0                 | 2-3    | 3-2         | 3-0     | 3-2     |
| Bergamo            | 3-1  | 0-3     | XXX     | 3-1      | 0-3        | 2-3      | 2-3        | 1-3   | 2-3     | 0-3    | 1-3    | 1-3                 | 0-3    | 3-2         | 1-3     | 0-3     |
| Cagliari           | 3-2  | 3-1     | 3-0     | XXX      | 0-3        | 3-0      | 3-2        | 1-3   | 3-0     | 3-2    | 0-3    | 3-2                 | 3-1    | 2-3         | 3-2     | 2-3     |
| Castellana         | 3-1  | 3-0     | 3-0     | 1-3      | XXX        | 3-0      | 2-3        | 3-0   | 3-1     | 3-0    | 1-3    | 3-0                 | 0-3    | 1-3         | 3-0     | 3-2     |
| Cavriago           | 0-3  | 3-0     | 3-0     | 3-1      | 2-3        | XXX      | 1-3        | 1-3   | 3-0     | 3-1    | 1-3    | 3-2                 | 1-3    | 3-1         | 1-3     | 3-1     |
| Corigliano         | 3-0  | 3-0     | 3-1     | 2-3      | 2-3        | 3-0      | XXX        | 3-2   | 3-0     | 3-2    | 3-1    | 3-0                 | 3-0    | 2-3         | 3-1     | 3-2     |
| Crema              | 3-0  | 1-3     | 3-1     | 3-0      | 3-0        | 3-1      | 3-0        | XXX   | 3-0     | 3-1    | 0-3    | 3-1                 | 3-2    | 3-1         | 3-0     | 3-2     |
| Isernia            | 3-0  | 3-1     | 3-2     | 3-1      | 3-0        | 2-3      | 3-1        | 3-0   | XXX     | 3-1    | 1-3    | 3-1                 | 0-3    | 2-3         | 3-1     | 3-1     |
| Loreto             | 3-1  | 3-2     | 3-1     | 0-3      | 1-3        | 3-0      | 2-3        | 3-2   | 3-1     | XXX    | 2-3    | 0-3                 | 3-1    | 3-2         | 3-0     | 3-1     |
| Milano             | 3-0  | 2-3     | 3-2     | 3-0      | 1-3        | 3-0      | 3-0        | 3-0   | 3-2     | 3-1    | XXX    | 3-0                 | 3-1    | 3-0         | 1-3     | 3-0     |
| Modugno-Noicattaro | 1-3  | 3-0     | 3-0     | 3-1      | 3-0        | 1-3      | 2-3        | 3-2   | 2-3     | 1-3    | 0-3    | XXX                 | 0-3    | 1-3         | 3-0     | 2-3     |
| Pineto             | 2-3  | 3-0     | 2-3     | 3-2      | 3-1        | 3-0      | 1-3        | 3-2   | 3-0     | 3-1    | 3-2    | 3-0                 | XXX    | 3-2         | 1-3     | 3-0     |
| Santa Croce        | 3-0  | 3-0     | 3-0     | 3-0      | 3-1        | 3-1      | 3-1        | 0-3   | 3-1     | 1-3    | 3-1    | 3-2                 | 3-2    | XXX         | 3-0     | 3-1     |
| Spoleto            | 3-1  | 3-2     | 3-2     | 2-3      | 2-3        | 3-2      | 1-3        | 3-0   | 0-3     | 3-0    | 1-3    | 2-3                 | 1-3    | 3-1         | XXX     | 3-0     |
| Taviano            | 3-2  | 3-2     | 3-0     | 3-2      | 3-2        | 3-2      | 3-0        | 3-0   | 3-0     | 2-3    | 2-3    | 1-3                 | 3-1    | 2-3         | 3-2     | XXX     |

## Play-off promozione
|  | Quarti di finale | Quarti di finale   | Quarti di finale   | Quarti di finale | Quarti di finale |  |  | Semifinali | Semifinali         | Semifinali | Semifinali  | Semifinali  |   |   | Finale | Finale     | Finale     | Finale | Finale |  |
|  |                  |                    |                    |                  |                  |  |  |            |                    |            |             |             |   |   |        |            |            |        |        |  |
|  | 2                | Corigliano         | Corigliano         | Corigliano       | Corigliano       |  |  |            |                    |            |             |             |   |   |        |            |            |        |        |  |
|  |                  |                    |                    |                  |                  |  |  | 2          | Corigliano         | 3          | 0           | 3           |   |   |        |            |            |        |        |  |
|  | 6                | Castellana Grotte  | Castellana Grotte  | 3                | 3                |  |  | 6          | Castellana Grotte  | 1          | 3           | 2           |   |   |        |            |            |        |        |  |
|  | 5                | Crema              | Crema              | 2                | 2                |  |  |            |                    |            |             |             |   |   | 2      | Corigliano | Corigliano | 3      | 3      |  |
|  | 4                | Pineto             | Pineto             | 0                | 1                |  |  |            |                    | 3          | Santa Croce | Santa Croce | 1 | 2 |        |            |            |        |        |  |
|  | 7                | Bassano del Grappa | Bassano del Grappa | 3                | 3                |  |  | 7          | Bassano del Grappa | 3          | 2           | 3           |   |   |        |            |            |        |        |  |
|  |                  |                    |                    |                  |                  |  |  | 3          | Santa Croce        | 1          | 3           | 2           |   |   |        |            |            |        |        |  |
|  | 3                | Santa Croce        | Santa Croce        | Santa Croce      | Santa Croce      |  |  |            |                    |            |             |             |   |   |        |            |            |        |        |  |